# 니시타촌 (후쿠이현)
니시타촌(西田村)은 후쿠이현 미카타군에 있던 촌이다. 현재의 미카타카미나카군 와카사정 북서부에 해당한다.

## 역사
- 1907년 8월 1일: 다이촌, 및 니시우라촌이 합병해 니시타촌이 성립하였다.
- 1953년 4월 1일: 야촌, 니시타촌이 합병해 미카타정이 성립하였다.

## 교통

### 도로
- 국도 제162호선

현재는 미카타 오호 레인보우 라인이 구촌 지역을 통과하지만 당시에는 미개통 상태였다.

## 참고문헌
- 가도카와 일본 지명 대사전 18 福井県